# ذو الشرى البترائي
ذو الشرى البترائي كان فيلسوفًا أفلاطونيًا حديثًا رومانيًا من القرن الثالث من أصل عربي من الجزيرة العربية النبطية. ويبدو أن اسمه مشتق مباشرة من الإله النبطي ذو الشرى. كان ذو الشرى مُتورطًا في العديد من النزاعات الأفلاطونية المحدثة. يزعم ذو الشرى أن الآلهة يجب أن تشارك في تسمية الأشياء، كما ينكر الاتفاقية اللغوية.